# Chemikalienrecht
Das Chemikalienrecht regelt den Umgang mit chemischen Stoffen.

## Gesetzliche Regelung

### Europa
Der Kernbereich des Chemikalienrechts im Europäischen Wirtschaftsraum bzw. in der Europäischen Union ist in der REACH-Verordnung von 2007, der CLP-Verordnung von 2009 und der EU-POP-Verordnung von 2004 geregelt.
Das deutsche und das österreichische Chemikalienrecht enthalten in erster Linie Vorschriften, welche die REACH-Verordnung umsetzen, in Deutschland im Chemikaliengesetz (ChemG) sowie der Chemikalienverbotsverordnung, der Gefahrstoffverordnung, der Chemikalien-Sanktionsverordnung und der Giftinformationsverordnung, in Österreich im Chemikaliengesetz 1996 (ChemG 1996) und verschiedenen Durchführungsverordnungen zur Einstufung und Kennzeichnung von Chemikalien oder Verbots- und Beschränkungsmaßnahmen für einzelne besonders gefährliche Chemikalien. Gesetzeszweck ist es jeweils, den Menschen und die Umwelt vor schädlichen Einwirkungen gefährlicher Stoffe und Gemische zu schützen (§ 1 ChemG), die durch das Herstellen und Inverkehrbringen, den Erwerb, das Verwenden oder die Abfallbehandlung entstehen können (§ 1 Abs. 1 ChemG 1996).
Das Chemikalienrecht der Schweiz orientiert sich seit 2005 an der Gesetzgebung in der EU.

### Übersee
Im US-amerikanischen Chemikalienrecht ist der Chemical Safety Act von 2016 die wichtigste Norm der Chemikalienregulierung, in Japan das Chemical Substances Control Law (CSCL) von 1973.

## Instrumente

### Europa
Seit Inkrafttreten der neuen europäischen Chemikalienverordnung REACH gründen die Instrumente des Chemikalienrechts der EU auf der Eigenverantwortung der Stoffverantwortlichen. Verantwortlich für einen Stoff sind zunächst die primär Stoffverantwortlichen, d. h. die Hersteller und Importeure. Die sekundär Stoffverantwortlichen, das sind vor allem die Anwender der Stoffe, treffen geringere Pflichten. Händler und private Verbraucher gehören nicht zum Kreis der unmittelbar Stoffverantwortlichen. Um die eigenen Pflichten zu erkennen, muss jeder Akteur daher zunächst seine Rolle(n) identifizieren, die er im System der REACH-Verordnung einnimmt. Hierzu gibt es seit Einführung der Verordnung umfassende Hilfestellungen.
Infolge dieser deutlichen Ausrichtung an der Verantwortlichkeit obliegt die Prüfung der Stoffe auf etwaige schädliche Wirkungen für Mensch und/oder Umwelt nicht der ECHA. Vielmehr haben vor allem die primär Stoffverantwortlichen die zur Erkennung solcher Wirkungen notwendigen Untersuchungen durchzuführen. Ausdrücklich heißt es daher von der ECHA:

„Im Rahmen von REACH tragen die Unternehmen die Beweislast. Zur Erfüllung der Verordnung müssen die Unternehmen die Risiken, die mit den von ihnen in der EU hergestellten und in Verkehr gebrachten Stoffen verbunden sind, identifizieren und beherrschen. Sie müssen gegenüber der ECHA aufzeigen, wie der Stoff sicher verwendet werden kann, und sie müssen den Anwendern Informationen über Risikomanagementmaßnahmen bereitstellen.“

Dies geschieht mit den bekannten „REACH-Instrumenten“, d. h. der Registrierung, Evaluation (Bewertung) und Autorisation (Zulassung) der Chemikalien, erforderlichenfalls auch mit ihrer Beschränkung.
Das Chemikaliengesetz der Schweiz handhabt die Verantwortlichkeiten bei Herstellung/Import und Vermarktung von Chemikalien teilweise anders. Aufgrund der enormen Verwobenheit mit dem EWR ist man hier aber um eine Harmonisierung mit den Vorschriften der REACH-Verordnung bemüht. Zu diesem Zweck wurde auch ein eigenes schweizerisches REACH-Helpdesk eingerichtet. Es gelten jedoch die Chemikalienverordnung und die Chemikalien-Risikoreduktions-Verordnung.

### Übersee
Weitere Chemikalien-Inventare gibt es in Nordamerika, Asien und Neuseeland.
Bei der Beurteilung der Stoffe gilt in den Vereinigten Staaten nach wie vor der Grundsatz der Ungefährlichkeit chemischer Stoffe. Im Gegensatz zur EU erfolgt in den USA daher keine Klassifizierung der Stoffe in bestimmte Kategorien. In den USA muss der Stoff lediglich 30 Tage vor der Herstellung bzw. dem Import bei der Environmental Protection Agency (EPA) mittels einer Pre-Manufacture Notice (PMN) angezeigt werden. Von diesem Zeitpunkt an hat die Behörde 90 Tage Zeit, um zu überprüfen, ob die Möglichkeit eines Risikos (unreasonable risk) besteht. Die Mitteilung braucht keine Angaben zu gesundheits- und sicherheitsrelevanten Daten bezüglich der Wirkung des Stoffes zu enthalten. Rechtstechnisch handelt es sich um eine Erlaubnis mit Verbotsvorbehalt, während in der Europäischen Union eine präventive Risikobewertung stattfindet und das Inverkehrbringen des betreffenden Stoffs der ausdrücklichen Erlaubnis bedarf. Gegebenenfalls ergeht ein Stoffverbot.
Das japanische System bezieht eine Mittelposition zwischen dem europäischen und dem US-amerikanischen System.